# Uliks
Uliks (eng. Ulysses) je roman Jamesa Joycea.
Uliksa je Joyce pisao desetak godina: od 1914. do 1924. godine. U jednom pismu iz 1921. kaže kako je samo dotad na pisanje Uliksa utrošio oko dvadeset tisuća sati.  Uliks je roman dug oko osam stotina stranica (ima više od dvije stotine i šezdeset tisuća riječi i vokabular od oko trideset tisuća različitih riječi) čija se cjelokupna radnja zbiva u Dublinu, od osam ujutro 16. lipnja 1904. (koji je te godine pao u četvrtak) do tri sata poslije ponoći sutradan, 17. lipnja. Radnja se koncentrira na tri glavna lika: sredovječni bračni par – Leopolda i Marion (Molly) Bloom, te na mladog pjesnika Stephena Dedalusa, glavnog junaka Joyceovog prethodnog romana Portret umjetnika u mladosti. Važno je ovo spomenuti jer su i neki epizodni likovi iz Portreta i iz Dablinaca prisutni u Uliksu. No zašto se izvanredno istinita i realistična freska Dublina od prije stotinjak godina zove tim homerskim naslovom?
Ovako kaže Joyce: "Lik me Odiseja uvijek opčinjavao, čak i kao dječaka." Mnogi kritičari gledali su na Uliksa kao na novu verziju Odiseje, gdje bi Leopold Bloom tokom svojih svakodnevnih ljetnih gradskih šetnji parodično predstavljao Uliksa, njegova brakolomna žena Molly čednu Penelopu, a Stephan Telemaha. Ovom se snažno suprotstavlja Vladimir Nabokov govoreći da u knjizi postoji tek vrlo mutan i uopćen homerski prizvuk. U prilog mu ide činjenica da se sam Joyce odrekao pseudohomerskih naslova poglavlja koji su postojali u prvoj verziji, dok je roman izlazio časopisno u nastavcima. No mnogi kritičari i danas se služe ovim naslovima u svrhu dokazivanja svojih teza.
Nemoguće je nabrojati sve stilske inovacije i otkrića koje je Joyce predstavio u ovom djelu. I dan se danas pisci širom svijeta napajaju s njegovog izvora. Ipak, Uliks nije dočekan s fanfarama. Knjiga je dva puta bila pred sudom, Joyce je nazivan "prljavim pornografom spram kojega je Rabelais vrlo pristojan pisac", primjerci trećeg izdanja su javno spaljivani. Oni obdareni suptilnijim umjetničkim čulom odmah su, međutim, spoznali istinsku vrijednost djela. Već desetak godina nakon objavljivanja knjiga je bila klasična i kanonska.
Moderna knjižnica ga je proglasila najboljim romanom napisanim na engleskom jeziku u dvadesetom stoljeću dok obožavatelji romana, pogotovo u Irskoj, svake godine 16. lipnja slave kao Bloomsday (Bloomov dan).

## Radnja

### Prvi dio: Telemahija

#### 1. poglavlje: Telemah
16. lipnja 1904, 8 sati ujutro. Mjesto radnje je kula Martello u Dublinskom Sandymountu.
Mladi medicinar Malachi "Buck" Mulligan se brije i oponaša svećenika, rugajući se Stephenu Dedalusu zbog njegova isusovačkog odgoja. Stephen je ljut na nj jer je jednom prilikom uvrijedio njegovu nedavno preminulu majku, a Buck mu podrugljivo govori da ju je ubio. On je, naime, kao agnostik, odbio ispuniti posljednju majčinu želju – pomoliti se za nju. Majka će ga progoniti čitav dan. Njih dvoje poslije doručkuju s engleskim studentom Hainesom kojeg oboje preziru, iako to Buck prikriva. Posjećuje ih priprosta stara mljekarica – prema Stephenu simbol Irske. Odlaze na plažu. Haines se raspituje za Stephenovu teoriju o Hamletu što Mulligan koristi kao predmet daljnjeg zadirkivanja. Na plaži mu Stephen nevoljko predaje ključeve kule i, dok odlazi na posao, naziva ga uzurpatorom.

#### 2. poglavlje: Nestor
Stephen u školi drži sat povijesti i čita Miltonovu pjesmu Lisidas. Učenike pušta ranije osim Sargenta koji ostaje zbog zadaće iz matematike. Promatrajući nesposobnog i neprivlačnog Sargenta misli kako ga samo majka može voljeti. Odlazi u ured ravnatelja g. Deasyja koji mu isplaćuje 4 funte. Razgovaraju o irskoj povijesti. Deasy traži od Stephena da mu objavi članak o bolesti "nogu i žvala". Iznosi mu svoja antisemitska stajališta. Dok Stephen odlazi, dobacuje mu šalu kako Irska nikad nije progonila židove jer ih nikad nije ni pustila da uđu.

#### 3. poglavlje: Protej
Stephen šeta plažom u Sandymountu. Razmišlja o filozofiji, svom boravku u Parizu i poznanstvu sa sinom revolucionara Kevina Egana, lošim odnosima s ocem te majčinoj smrti. Dvoumi se da li da posjeti rođake koji žive u blizini, no odlučuje ne ići. Promatra dvije babice koje ga podsjete na omphalos, pupak svijeta u grčkoj mitologiji. Nailazi na par skupljača školjki i tijelo mrtvog psa. Na kraju poglavlja kopa nos, mokri te promatra brodove u daljini.
Ovo poglavlje napisano je u potpunosti kao struja svijesti glavnog protagonista. Stephenova razmišljanja su vrlo apstraktna te puna aluzija na grčke mitove i citata iz Shakespearea, Blakea, Miltona i drugih pjesnika. "Protej" je stoga jedan od najtežih dijelova u romanu.

### Drugi dio: Odiseja

#### 4. poglavlje: Kalipsa
Pripovijedanje se vraća na početak. Ponovno je 8 sati no mjesto radnje sad je Eccles Street 7, na drugom kraju grada. Leopold Bloom u kuhinji priprema doručak, hrani mačku i pristavlja čaj. Donosi doručak u krevet svojoj supruzi Molly. Odlučuje kupiti bubreg za doručak. Dok čeka red u mesnici, promatra ženu iz susjedstva. Vraćajući se kući čita letke o poljoprivredi i misli kako bi bilo dobro imati farmu. Stigavši, na ulaznom pragu nalazi pisma – jedno je za Molly koja je dobila pjevački angažman, a drugo dolazi od njihove kćeri Milly. Odnosi pismo Molly, a ona traži da joj kupi ljubavni roman te ga upita što znači riječ metempsihoza. Zatim doručkuje djelomično zagorjeli bubreg i čita pismo kćeri koja se zaposlila kod jednog fotografa. Potom odlazi na vrtni zahod, a crkvena zvonjava ga podsjeti da u 11 mora biti na sprovodu.

#### 5. poglavlje: Lotofazi
Devet je sati. Bloom se šeta središtem Dublina i promatra izloge. Na pošti preuzima pismo predavši ceduljicu koju je krio u šeširu. Na ulici nailazi na prolaznika M'Coya. Pokušava pogledati ženu koja izlazi iz hotela no zasmeta mu tramvaj. Prisjeća se smrti oca Rudolpha. Čita ljubavno pismo žene koja se zove Martha Clifford, a kojoj se predstavlja kao Henry Flower. Odlazi na misu gdje razmišlja o crkvenim obredima. U ljekarni kupuje sapun koji će čitav dan nositi u džepu zajedno s krumpirom-talismanom za sreću. Po izlasku sretne Bantama Lyonsa i nesvjesno mu daje mig za konjske trke. Potom se uputi prema kupeljima.

#### 6. poglavlje: Had
Bloom se kočijom vozi na sprovod Paddyja Dingama. Tu su i njegov kolega Martin Cunningham, Stephenov otac Simon Dedalus i g. Powers. Na putu prolaze pored Stephena i Vatrenog Boylana, ljubavnika Bloomove žene Molly. Vrijeme krate razgovorom: Dedalus govori o Reubenu Doddu čiji se sin zamalo utopio, a čijem je spasiocu dao samo dva šilinga. Na sprovodu Bloom razmišlja o svom preminulom ocu Rudolphu i sinu Rudyju koji je umro po rođenju te o smrti općenito. Tamo susreće još jednog poznanika Toma Kernana i pogrebnika Cornyja Kellehera. Na pokopu je i nepoznati čovjek u kišnom kaputu Mackintosh koji privlači Bloomovu pozornost.

#### 7. poglavlje: Eol
Radnja se zbiva u novinskoj redakciji dublinskog Freemana. Bloom tamo radi kao akviziter oglasa. Pokušava plasirati oglas za Alexandera Keyesa. Pojavljuje se i Stephen koji objavljuje članak g. Deasyja o goveđoj bolesti. Nakratko razgovara s urednikom Mylesom Crawfordom i šaljivdžijom Lenehanom. Bloom susreće Joea Hynesa i skoro se sudari s J. J. O'Molloyem. Ti će se likovi pojavljivati kasnije toga dana. Bloom razgovara s Keyesom oko oglasa. Stephen s urednikom posjećuje pub i priča anegdotu o "dvije dublinske vestalke". Bloom zaustavlja urednika na izlasku da ga upita za oglas što rezultira neuspjehom – urednik mu poručuje "da ga može poljubiti u guzicu".
Ovo poglavlje je razlomljeno u mnoštvo manjih dijelova koji oponašaju novinske članke. Svakom jer dat karakterističan naslov. Tu se također pojavljuju sve klasične retoričke figure.

#### 8. poglavlje: Lestrigonci
Podne. Bloom je na putu u državnu knjižnicu gdje želi pogledati jedan članak. Neki mladić mu daje letak koji najavljuje dolazak sv. Ilije. Baca ga u rijeku Liffey. Kasnije baca i dva kolača kao hranu za galebove. Susreće poznanicu Josie Breen koja prati poludjelog muža Dennisa. On pokušava naći pošiljatelja dopisnice T.U.P: tup – uvrede koju je shvatio preozbiljno. Gđa Breen ga obavještava o Mini Purefoy koja ima poteškoće pri porodu i u bolnici je već tri dana. Pozdravivši se s njom razmišlja o supruzi Molly i rađanju. Skupina policajaca u prolazu podsjeti ga na studentske nerede – dolazi na zamisao da udari jednog od njih. Na ulici vidi pjesnika Georgea Williama Russella i Johna Parnella, brata slavnog političara Charlesa Stewarta Parnella. Razmišlja o astronomiji. Ulazi u Burtonov restoran gdje se zgrozi nad nepristojnošću gostiju pri jelu. Odlazi u ugodniji restoran Davyja Byrnea gdje naruči sendvič sa sirom i porazgovara s Njuškalom Flynnom. Po njegovu odlasku Byrne i Flynn razgovaraju o njemu smatrajući ga dobrim čovjekom iako ga dovode u vezu s masonima. Bantam Lyons im govori za mig koji mu ju dao (slučajno). Bloom pomaže slijepcu da prijeđe ulicu i misli o osjetilnim sposobnostima slijepih. Ugleda ženinog ljubavnika Boylana i brzo ulazi u knjižnicu.

#### 9. poglavlje: Scila i Haribda
Jedan je sat popodne u Irskoj državnoj knjižnici. Učenjacima Johnu Eglintonu i Bestu, pjesniku A.E. – u i knjižničaru kvekeru Lysteru Stephen raspreda svoju teoriju o Hamletu. Prema njemu Hamlet je sin Shakespearea kojeg je na pisanje potakla nevjera njegove supruge Anne Hathaway. Odbacuje Goetheove ideje i tumačenja 19. stoljeća. U pola predavanja ulazi Buck Mulligan. U knjižnicu nakratko ulazi Bloom.

#### 10. poglavlje: Lutajuće stijene
Ovo poglavlje sastoji se od devetnaest kratkih dijelova koji prate neke dablince u središtu grada za vrijeme najveće vreve. U središtu su redom ovi likovi: egoistični svećenik John Conmee; pogrebnik Corny Kelleher; jednonogi mornar; Stephenove sestre Katey i Boody; Mollyn ljubavnik Vatreni Boylan; Stephen koji susreće svog učitelja pjevanja; Boylanova tajnica gđa Dunne; J.J. O'Molloy i Ned Lambert; Tom Rochford, Njuškalo Flynn, M'Coy i Lenehan; Bloom koji kupuje ljubavni roman "Slasti grijeha" za Molly;  Stephenova sestra Dilly koja posuđuje novac od oca; Tom Kernan; Stephen i Dilly; Bob Cowley i Simon Dedalus; Martin Cunningham; Buck Mulligan i Haines; Tisdall Farrell; sin preminulog Paddyja Dingama Patsy; potkralj.

#### 11. poglavlje: Sirene
U baru hotela Ormond dvije konobarice, gđa Douce i gđa Kennedy promatraju kočiju s potkraljem. Bloom se istovremeno šeće gradom i kupuje komad papira. U bar ulazi Simon Dedalus i zajedno s Benom Dollardom i Malcolmom Cowleyem započinje svirku i pjesmu. Stižu Lenehan i Vatreni Boylan. Naposljetku se tu pojavljuje i Bloom te sjeda za stol s Ritchiejem Gouldingom, Stephenovim stricem. Promatra Boylana i očekuje njegov odlazak na randevu s njegovom suprugom Molly. Piše pismo Marthi Clifford. Okupljeni pjevaju odlomke iz raznih opera, između ostalih iz Ruže od Kastilje, Don Giovannija te Flotowljeve Marte. Pjevaju i pjesmu o irskom revolucionaru Robertu Emettu. Na kraju poglavlja izlazi iz bara, izbjegavši neugodan susret s prostitutkom koju poznaje.
Ovim poglavljem dominira glazba. Samo je napisano u obliku glazbenog stavka. Prve dvije stranice predstavljaju uvertiru – sastoje se od glasovnih ulomaka koji se ponavljaju kasnije.
Stil ovog dijela oslanja se na zvučni učinak.

#### 12. poglavlje: Kiklop
Pet je sati popodne. Narator ovog poglavlja je neimenovani Dablinac. Radnja se odvija u krčmi. Na početku pripovjedač susreće Joea Hynesa te zajedno odlučuju otići u pub Barnyja Kiernana gdje nailaze na čovjeka kojeg zovu Građanin, vlasnika psa Garryowena. On je žestoki irski nacionalist i antisemit. Tu se pojavljuje pospani pijanac Bob Doran i ludi Denis Breen koji traži onog tko mu je poslao dopisnicu s natpisom T.U.P: tup. Pridružuju im se Alf Bergan i Bloom koji očekuje Martina Cunninghama. Kasnije dolaze J.J. O'Molloy i Ned Lambert te Lenehan i John Wyse Nolan, a naposljetku i Cunningham. Bloom pokušava objektivno razgovarati o bilo kojoj temi te uvažiti svačije mišljenje te time postaje predmet izrugivanja. Pripovjedač ge prezire i misli da je zaradio novac na konjskim trkama jer je imao mig – iako je to, kako znamo, bio nesporazum. Građanin pokušava okrenuti razgovor na temu irskih mučenika i junaka. Provocira Blooma antisemitskim izjavama što doseže vrhunac kad mu on odgovori da je i "njegov spasitelj bio židov". Bloom odlazi s Cunninghamom da bi izbjegao tuču, a Građanin na njega baca praznu kutiju keksa – i promašuje.
Ovo je jedini dio knjige ispripovijedan u prvom licu. No ipak, pripovijedanje u prvom licu prekida se mjestimice kratkim sažecima dosad ispričanog napisanih tehnikom koja se naziva gigantizam. To je satirično pretjerivanje koje ima komičan učinak. Trideset tri su takva odlomka koji parodiraju postojeće književne stilove: irsku mitologiju, srednjovjekovni roman, novinske članke, pravosuđe, znanstveni rad, kršćansku molitvu itd.

#### 13. poglavlje: Nausikaja
Osam sati uvečer na plaži u Sandymountu. Tamo sjede tri prijateljice s djecom: Gerty Macdowell, Edy Boardman i Cissy Cafrey. Tamo je i Bloom, samo malo podalje. Gerty se voli igrati s malom djecom no istovremeno ima erotske fantazije o mladiću kojeg poznaje. Bloom im vraća loptu s kojom su se djeca igrala; sviđa mu se Gerty, a i on zanima nju. Cissy odlazi do njega da ga upita koliko je sati. U obližnjoj crkvi se služi misa. Gerty promatra vatromet u blizini i tako da joj Bloom vidi donje rublje. On doživljava orgazam istovremeno s praskom raketa. Djevojke se ustaju i on primijeti da Gerty šepa. Uočava da mu je sat stao u četiri i pol. Zamišlja sastanak Boylana i Molly. Razmišlja o mnoštvu sporednih stvari dok leži na plaži. Odluči posjetiti gđu Purefoy koja je u rodilištu. Štapom piše poruku za Gerty u pijesku, ali odustaje i izbriše ju.

#### 14. poglavlje: Volovi sunca
Bloom posjećuje Minu Purefoy u rodilištu u ulici Holles. Susreće liječnika Dixona koji ga odvodi u sobicu u prizemlju gdje liječnici piju i banče. Tu su Stephen, Lynch, Lenehan i još nekolicina. Stephen je preplašen udarom groma, rugaju mu se svi osim Blooma koji ga pokušava smiriti. Dolazi Buck Mulligan u društvu Bannona koji je u vezi s Milly, Bloomovom kćeri.  Razgovaraju o rađanju, o tome treba li pri porođaju spasiti majku ili dijete, o bezgrešnom začeću, o kontracepciji, prirođenim manama i defektima, mrtvorođenčadi, određivanju spola djeteta. Spominju se konjske trke i "bolest nogu i žvala". Sestra ih izvještava da je gđa Purefoy rodila sina. Nazdravljaju ocu djeteta. Nakon toga odlaze prema Burkeovom pubu i razilaze se.
Ovo poglavlje opisuje razvoj engleskog jezika. Počinje parodijom prevedenih latinskih klasika i Biblije, nastavlja se oponašanjem pisaca od Bunyana, Defoea, Sternea do Dickensa i Thomasa Carlylea i prelazi u gotovo nerazumljivi dablinski žargon.

#### 15. poglavlje: Kirka
Ponoć. Mjesto radnje je noćna "bordelska" četvrt Dublina. Na početku vidimo Stephena i Lyncha u prolazu. Potom pratimo pijanog Blooma kako luta ulicama. Priviđaju mu se otac i majka, supruga Molly i gđa. Breen – svi ga kore. Zamišlja sebe u raznim ulogama: kao političara i ljubavnika. Zatim odlazi u bordel Belle Cohen. U njegovim halucinacijama pojavljuju se tri verzije njega: pravi Bloom, Henry Flower – njegov pseudonim pod kojim se dopisuje s Marthom Clifford – i Lipoti Virag, njegov djed. Zabavlja se s trima prostitutkama – Zoe, Florry i Kitty. S njima su Lynch i Stephen koji svira pijanolu. Bloomova androginost dolazi do izražaja kad, opet kroz halucinacije, mijenja uloge s Bellom Cohen koja postaje sadist Bello, dok se on pretvara u ženu. Kasnije primjećuje Stephena kako preplaćuje usluge i pobrine se da mu se vrati novac. Stephenu se priviđa njegova majka u obliku raspadajućeg trupla, tražeći od njega da se pokaje. On, u napadu ludila, jasenovim štapom razbija svijećnjak i bježi dok Bloom s Bellom podmiruje dug kreće za njim. Nalazi ga u nezgodnoj situaciji: vrijeđao je Cissy Cafrey koja je bila u društvu dvojice engleskih vojnika, Carra i Comptona. Prvi udara Stephena jer je vrijeđao engleskog kralja. Policija rastjera gomilu, a smiruje ih Corny Kelleher. Dok Bloom Stephenu pomaže ustati priviđa mu se njegov preminuli sin Rudy.
Ovaj je dio napisan u dramskom obliku, a pripovjedač progovara samo kroz scenske upute. U poglavlju do izražaja dolazi uglavnom podsvijest likova. Napisan je fantazmagorički, prikazujući halucinacije i maštarije pijanih protagonista. Zbog toga je vrlo teško odrediti granicu između privida i zbilje.

### Treći dio: Nostos

#### 16. poglavlje: Eumej
Bloom pomaže Stephenu da se sabere i stane na noge nakon udarca zadobivenog od engleskih vojnika. Odvodi ga u Kozoderovo svratište. Tamo nailaze na mornara koji im pripovijeda priče s puta. Raspituje se za Stephenova oca. Bloom primijeti ludu prostitutku koju je sreo ranije tog dana. Stephen traži da sa stola uklone nož. Čitaju lokalne novine s vijestima o Dingamovom sprovodu i konjskim trkama. U svratištu se raspreda teorija da je irski političar Parnell još živ. Bloom se sjeća svog susreta s njim kad mu je podigao šešir. Pokazuje sliku supruge Molly Stephenu i poziva ga k sebi.

#### 17. poglavlje: Itaka
Bloom se sa Stephenom vraća kući u sitne noćne sate. Shvaća da je zaboravio ključ pa u kuću ulazi kroz prozor. Poziva Stephena unutra i priprema mu kakao te neko vrijeme provode pričajući. Nakon što su se zajedno pomokrili, Stephen odlazi. Bloom odlazi u krevet gdje ga supruga Molly ispituje kako je proveo dan. Nakon što ju poljubi u stražnjicu, oboje idu na počinak.
Ovo poglavlje napisano je kao katekizam, u obliku objektivnih pitanja i odgovora. Razgovor Blooma i Stephena kroz koji se oni tek sad bolje upoznaju zato nije direktno prikazan. Umjesto toga saznaje se gomila uglavnom beznačajnih detalja o likovima (npr. njihova točna težina i datum zadnjeg vaganja) i njihovoj okolini (npr. točan raspored predmeta u ladici stola) – detalja kojim je opterećen moderni čovjek.

#### 18. poglavlje: Penelopa
Ovo poglavlje sastavljeno je isključivo od struje svijesti, solilokvija Molly Bloom. To su misli koje joj prolaze kroz glavu dok uz muža leži u krevetu čekajući da zaspi, pretočene u jednu rečenicu od 60 stranica podijeljenu u osam dugačkih pasusa bez točke, zareza ili ikakvih interpunkcijskih znakova.
Sam Joyce je pokušao objasniti ovo poglavlje u jednom pismu: "Penelopa je vrhunac knjige. Prva rečenica sadrži 2500 riječi. U epizodi je osam rečenica. Počinje i završava ženskim Da. Doima se kao golema zemaljska kugla koja se polako, ravnomjerno i sigurno oko svoje osi, a četiri središnje točke su joj ženske grudi, guzica, maternica i pička [sic] koje izražavaju riječi jer, dno, žena i da. Iako je vjerojatno opscenija od bilo kojeg drugog poglavlja, čini se da je savršeno zdrava i puna nemoralnog, plodnog, nevjerodostojnog, privlačnog, mudrog, ograničenog, razboritog, ravnodušnog Weib. Ich bin der Fleisch des stets bejaht (Žena. Ja sam meso koje stalno govori da)".
Moly razmišlja o Bloomu, nesposobnom da zadrži posao, i o njegovim avanturama sa sluškinjama. Prisjeća se popodnevnog susreta s Vatrenim Boylanom koji ju za razliku od muža može seksualno zadovoljiti. Misli kako je ipak sretna da ima pristojnog Blooma za muža, ne kao Josie Breen koja se udala za luđaka. Razmišlja o svojim velikim grudima i misli kako su mnogo ljepše od muških genitalija. Sjeća se djetinjstva provedenog s ocem, majorom Tweedyjem, na Gibraltaru i svoje prve ljubavi, poručnika Mulveya te prvog poljupca pod Maurskim zidom. Razmišlja o kćeri Milly na koju je ljubomorna otkad se osamostalila. Misli i na pokojnog sina Rudyja. Ima mjesečnicu i sretna je što nije zatrudnjela s Boylanom. Ima erotske maštarije o Stephenu. Misli kako bi ju on mogao podučavati talijanskom, a ona njega španjolskom. Razmišlja ponovno o Bloomu i zaključuje da je njegova krivica što ga vara. Odlučuje sutradan kupiti cvijeće. Na kraju se prisjeća susreta s Bloomom na Gibraltaru i trenutka kad je pristala udati se za nj, ponavljajući riječ "da" dok tone u san.
| » | ...gdje sam bila Planinski cvijet da kada sam stavila ružu u kosu kao što to rade one andaluzijske djevojke ili da stavim crvenu i na to kako me poljubio pod Maurskim zidom i pomislila sam dobro ili on ili netko drugi i onda sam mu očima naredila da opet zamoli da i onda me on upitao hoću li reći da planinski moj cvijete i najprije sam ga zagrlila da i privukla ga dolje k sebi da osjeti moje tako mirisave grudi i srce mu je kucalo kao ludo i rekla sam da hoću Da. | « |
|   | |   |

## Likovi

### Leopold Bloom
Bloom je tridesetosmogodišnjak i živi u Dublinu. Zaposlen je kao akviziter oglasa za Freemans Journal. Njegov otac Rudolph Virag je porijeklom mađarski židov koji je prešao na kršćanstvo. Bloom je katolik. Živi na adresi Eccles Street 7 sa suprugom Molly. Ima petnaestogodišnju kćer Milicent "Milly" koja ne živi s njim, jer je zaposlena kod jednog fotografa. Njegovo mlađe dijete, sin Rudy, umrlo je po rođenju jedanaest godina prije radnje romana. Smrt sina i samoubojstvo oca ostavili su posljedice na njemu.
Bloom je "pravi" dablinac iako nije tipičan malograđanin kakve Joyce često prikazuje. Bloom je dobar suprug i otac, miroljubiv, dobroćudan i blag. Mnogi ga poznanici ismijavaju zbog takve osobnosti. Ne uklapa se u nacionalističko i malograđansko društvo pa stoga ima uzak krug dobrih prijatelja. Pokazuje amatersko zanimanje za znanost, a u mašti je dobar ljubavnik. Dopisuje se s nepoznatom "Marthom" iako nije sposoban prevariti ženu. Svjestan je da ga vara, no to joj ne priznaje i voli je bez obzira na to.
Njegovo lutanje Dublinom 16. lipnja 1904. u romanu je ekvivalent lutanjima Homerovog mitskog junaka Odiseja.

### Stephen Dedalus
Stephen je autoportret Joycea i glavni lik njegovog prethodnog romana Portret umjetnika u mladosti. Stephen je dvadesetdvogodišnji pjesnik, egoističan je, arogantan, samouvjeren i povučen iz društva. Unatoč naravi on se još nije iskazao kao umjetnik.
Stephen se vratio u Irsku nakon boravka u Parizu. Živi u kuli Martello u Sandymountu s dvojicom studenata Buckom Mulliganom i Englezom Hainesom te prezire obojicu, naročito podrugljivog Mulligana koji je zasnovan na stvarnom piščevom poznanstvu s Oliverom St. Johnom Gogartyjem. Zaposlen je kao nastavnik u jednoj školi. Stephen ima problema s obitelji: ne komunicira s ocem pijanicom Simonom (koji je prijatelj s Bloomom), a progoni ga uspomena na preminulu majku za koju se odbio pomoliti dok je umirala. Ima teoriju o Shakespeareovom Hamletu koju raspreda u romanu.
Iako nije Bloomov sin on odgovara liku Odisejevog sina Telemaha u Homerovom epu. Tijekom radnje između njih dvojice se uspostavlja odnos sličan onom oca i sina.

### Molly Bloom
Marion "Molly" Bloom supruga je Leopolda Blooma. Ona je kućanica i ne posjeduje šire obrazovanje. Radi kao amaterska pjevačica. Rođena je na Gibraltaru kao Marion Tweedy, kći majora Tweedyja. Uz djetinjstvo je vežu lijepe uspomene: tamo je upoznala prvu ljubav poručnika Mulveyja i prvi put srela Blooma. Ona je mlađa od muža i vrlo privlačna, ponosi se svojim velikim grudima. Bloom i ona nisu imali snošaj još od smrti njihova sina Rudyja te se stoga okreće ljubavnicima. Trenutno je to njen menadžer Vatreni Boylan s kojim se sastaje i tijekom radnje romana iako taj susret nije prikazan. Usprkos tome zadovoljna je što ima Blooma za muža.
Lik Molly Bloom odgovara liku Penelope u Odiseji. Tu se radi o duhovitoj obrnutoj paraleli: brakolomna Molly utjelovljenje je vjerne Penelope.

### Sporedni likovi
Uliks je roman prepun detalja iz gradske svakodnevice. Shodno tomu, u njemu se pojavljuje velik broj likova.
Malachi "Buck" Mulligan je mladi student medicine i Stephenov sustanar. Vrlo je nepristojan i podrugljiv, ali i omiljen u društvu. Stephen ga prezire i smatra ga uzurpatorom – zauzeo je kulu u za koju on plaća stanarinu i pozvao odbojnog Hainesa. Bloomu se također ne sviđa. Buck se pojavljuje u prvom poglavlju u kuli te kasnije u knjižnici i na liječničkoj pijanci.
Haines je student etnologije koji se zanima za Irsku, a živi sa Stephenom i Buckom. Obojici se ne sviđa, no Buck to prikriva. Pokazuje zanimanje za Stephenovu teoriju o Hamletu. Pojavljuje se u na početku romana te za vrijeme pijanke u bolnici.
Garrett Deasy je ravnatelj škole u kojoj Stephen radi kao nastavnik. On je protestant, podržava uniju Irske i Engleske te je antisemit koji židove optužuje za probleme u državnoj ekonomiji. Stephen s njim razgovara u drugom poglavlju, a kasnije objavljuje njegov članak o goveđoj bolesti. Lik Desyja odgovara mudracu Nestoru iz Odiseje – riječ je opet o duhovitoj obrnutoj paraleli.
Simon Dedalus je otac Stephen Dedalusa. Rođen je u Corku i bio je jedan od dobrostojećih ljudi i uglednih građana. No njegov alkoholizam doveo je obitelj na rub propasti. Unatoč tome, vrlo je cijenjen u društvu. U lošim je odnosima sa sinom Stephenom. Pojavljuje se na sprovodu Paddyja Dingama i u pubu hotela Ormond gdje pokazuje svoj pjevački talent.
Martin Cunningham je jedan od Bloomovih najboljih prijatelja. Iako gleda na nj kao na stranca vrlo često mu pomaže. U nesretnom je braku. Pojavljuje se za vrijeme Dingamova sprovoda, u jednoj epizodi Lutajućih stijena te na kraju epizode Kiklop, u pubu Barnyja Kiernana. Tamo pokušava smiriti svađu između Blooma i Građanina te pomaže Bloomu da uđe u kočiju kad ga ovaj napadne. Cunninghamse pojavio i u Dublincima, ranijem Joyceovom djelu.
Corny Kelleher je pogrebnik koji sahranjuje Paddyja Dingama. Ima kratku epizodu u lutajućim stijenama. Nakon tučnjave u epizodi Kirka, on smiruje policiju.
J.J. O'Molloy je Bloomov poznanik. Nalazi se u teškoj financijskoj krizi. Bloom ga sreće u novinskoj redakciji te kasnije kod Barnyja Kiernana. Također se pojavljuje u Dublincima.
Tom Kernan je trgovac čajem. Pojavljuje se u šestom (na pogrebu), desetom i jedanaestom poglavlju. Ovaj lik je stvarno postojao.
Bantam Lyons je Bloomov poznanik. Na kraju petog poglavlja Bloom mu spominje letak, što ovaj protumači kao mig za konjske trke. Konj "Letak" stvarno pobjeđuje – što će kasnije dovesti do nesporazuma.
Ned Lambert je zaposlenik u poljoprivrednom dućanu. Pojavljuje se kratko u šestom, sedmom i dvanaestom poglavlju.
Lenehan je dublinski šaljivdžija. Pojavljuje se u novinskoj redakciji, u hotelu Ormond s Boylanom, kod Barnyja Kiernana te u rodilištu na pijanci.
Myles Crawford je urednik novina Freemans Journal u kojim radi Bloom. U sedmom poglavlju Bloom pokušava plasirati oglas za Keysa, no Crawford odbija njegovu ideju. Stephen mu je mnogo draži.
Joe Hynes je Bloomov poznanik. Bloom ga susreće u redakciji i kasnije u Kiernanovom pubu.
Josie Breen je bivša Bloomova simpatija i Mollyna suparnica za njegovu naklonost. Sad je ostarjela i udana je za ludog Dennisa Breena kojeg mora pratiti po gradu. Bloom ju nakratko susreće u osmom poglavlju, a pojavljuje se i u jednoj njegovoj halucinaciji za vrijeme epizode u bordelu.
Dennis Breen je Josien poludjeli suprug. Razbjesnilo ga je to što mu je netko poslao dopisnicu na kojoj piše "T.U.P: tup" kao neslanu šalu. Hoda po gradu tražeći odvjetnika tako da nepoznatog pošiljaoca izvede pred sud. Predmet je izrugivanja.
Njuškalo Flynn je Bloomov prijatelj. Susreću se u pubu Davyja Byrnea.
Davy Byrne je vlasnik restorana koji Bloom posjećuje u epizodi Lestrigonci. Byrne je bio stvarna osoba, a njegov restoran postoji i danas.
Vatreni Hugh Boylan je Mollyn glazbeni menadžer i ljubavnik. Vrlo je popularan u društvu. Bloom ga primijeti nekoliko puta – dok se kočijom vozi na sprovod, pred državnom knjižnicom i u hotelu Ormond – ali ga izbjegava i ne želi se susresti s njim. On zna za njegovu aferu s Molly, ali ne želi o tome govoriti.
John Eglinton je pseudonim stvarnog esejista Williama Kirkpatricka Mageeja. Pojavljuje se u državnoj knjižnici gdje Stephen razlaže svoju teoriju o Hamletu. Njih dvojica se ne slažu u mnogim pogledima, ali je Eglinton ipak dojmljen Stephenom.
A.E. je pseudonim slavnog književnika Georgea Williama Russella. On se također pojavljuje u knjižnici za vrijeme Stephenove rasprave.
Richard Best je knjižničar u Dublinskoj državnoj knjižnici. Sudjeluje na raspravi o Hamletu u devetom poglavlju.
Thomas Lyster je knjižničar u Dublinskoj državnoj knjižnici. Po vjeroispovijesti je kveker. Sudjeluje na raspravi o Hamletu u devetom poglavlju.
Don John Conmee je egoistični svećenik. Pojavljuje se u prvoj epizodi Lutajućih stijena. Također je lik u Joyceovom romanu Portret umjetnika u mladosti.
Kathy, Boody i Dilly Dedalus su Stephenove sestre koje se pojavljuju u Lutajućim stijenama.
Lydia Douce i Mina Kennedy su konobarice u hotelu Ormond. One su ekvivalent Sirenama u Odiseji. Lydiji se sviđa Boylan.
Ben Dollard je pjevač, tenor. Pojavljuje se u bar Ormond hotela gdje na oduševljenje okupljenih pjeva o revolucionaru Robertu Emettu.
Ritchie Goulding je Stephenov stric. Pojavljuje se u epizodi Sirene.
Alf Bergan je šaljivdžija i besposličar. Pojavljuje se u epizodi Kiklop gdje naročito ismijava ludog Breena.
Bob Doran je pospana pijanica na kojeg Bloom nailazi u pubu Bernyja Kiernana. Pojavio se kao lik u Dublincima.
John Wyse Nolan je Bloomov poznanik koji se pojavljuje u Kiernanovom pubu u epizodi Kiklop.
Građanin je žestoki irski nacionalist i antisemit. Vlasnik je ljutog starog psa Garryowena. Nekoć je bio istaknut sportaš. Najistaknutiji je od likova koji se pojavljuju kod Kiernana u dvanaestom poglavlju. On, sa svojim skučenim gledištem na svijet, predstavlja Kiklopa iz Odiseje. Na kraju epizode on napada Blooma zbog njegovog židovskog porijekla 
i baca na njega praznu kutiju keksa. Lik građanina zasnovan je na Michaelu Cusacku, osnivaču Irskog Atletskog Udruženja.
Neimenovani pripovjedač epizode Kiklop je lik koji se pojavljuje kod Kiernana. Po zanimanju je "utjerivač sumnjivih i neutjerljivih dugova". Ima izrazito negativno mišljenje o Bloomu.
Gerty Macdowell je djevojka koju Bloom vidi na plaži u epizodi Nausikaja. Šepa na jednu nogu i pokušava to prikriti. Nedavno ju je ostavio dečko Reggy Wyllie. Bloom ju promatra i masturbira, čega je ona svjesna te ima erotske maštarije s njim. Njih dvoje ne stupaju u kontakt u romanu.
Edy Boardman je Gertyna ozbiljna prijateljica. Na plaži je sa svojim djetetom.
Cissy Caffrey je Gertyna prijateljica koja voli zabavu i provode. Pojavljuje se u epizodi na plaži gdje čuva dvoje mlađe braće Tommyja i Jackyja. Kasnije se pojavljuje u noćnoj četvrti u društvu dvojice vojnika.
Dixon je student medicine. Bloomu je već prije pomogao oko uboda pčele, a u epizodi Volovi sunca uvodi ga na liječničku zabavu u bolnici.
Lynch je student medicine i Stephenov prijatelj. Pojavljuje se na liječničkoj pijanci sa Stephenom, a kasnije zajedno odlaze u bordel Belle Cohen. Navodno je u vezi s jednom od prostitutki što tamo rade. Pojavio se i u Joyceovom Portretu.
Alec Bannon je u vezi s Bloomovom kćeri Milly. Pojavljuje se kratko u Volovima sunca.
Madden, Costello i Carrothers su studenti medicine koji se pojavljuju na pijanci u Volovima sunca.
Zoe, Kitty i Florry su prostitutke u bordelu Bele Cohen koje se pojavljuju u epizodi Kirka.
Redov Carr i redov Compton su dvojica engleskih vojnika s kojima se Stephen sukobljava u epizodi Kirka.
Bella Cohen je vlasnica bordela. Pojavljuje se u petnaestom poglavlju. U Bloomovoj halucinaciji ona mijenja uloge s njim i postaje sadist Bello. Ona odgovara liku Kirke, čarobnice iz Odiseje koja je pretvarala ljude u svinje.

## Teme

### Kritika suvremenog svijeta
Kritičar S. L. Goldberg ističe da je Uliks prikaz ispraznosti suvremenog ljudskog društva. Prema tome paralela s Homerovom Odisejom dekonstrukcija je grčkog mita koji više ne postoji u modernom svijetu. Na, za Joycea tipičan, parodičan i duhovit način prikazano je kako se svijet antičke Grčke, svijet heroja, pretvorio u svijet krčmi i javnih kuća u kojima više nema heroja – tamo vladaju primitivci i malograđani. Roman svjedoči i o potpunom opredmećenju današnjeg čovjeka: dok se Homerov Odisej obišavši čitav antički svijet pobjedonosno vraća kući, Joyceov Bloom se izgubio u vlastitoj postojbini. No Uliks je mnogo više od samo toga – on nam u konačnici onim završnim "Da" iz solilokvija Molly Bloom humanistički poručuje da život treba objeručke prihvatiti i proživjeti ga onakvog kakav jest.

### Odnos roditelja i djeteta
Jedan od najvažnijih simbola ovog romana je grčki ομφαλός (omfalos), pupak svijeta koji predstavlja pupčanu vrpcu – vezu majke i djeteta. Stephenu se on u mnogim prilikama pojavljuje u svijesti kao što ga progoni i uspomena na vlastitu majku. On je za majku bio vrlo vezan u djetinjstvu – što posebice saznajemo iz ranijeg Joyceovog dijela Portret umjetnika – no kad je umirala od raka iz principa je odbio pomoliti se za nju i ispuniti joj time posljednju želju.
S ocem Simonom ima mnogo gori odnos te je gotovo prestao komunicirati s njim, djelomice zbog njegovog alkoholizma koji je imao katastrofalne posljedice na obiteljske financije, a djelomice zato što je on jedan od malograđana kojih se Stephen, kao umjetnik slobodna uma, kloni. Kao što je Stephen izgubio oca (u duhovnom smislu), tako je i Bloom, drugi glavni lik, izgubio sina. Njegov sin Rudy umro je po rođenju jedanaest godina prije događaja opisanih u romanu. Njihov susret na kraju knjige je stoga središnji događaj u knjizi – Stephen u Bloomu vidi zamjenu za oca, a Bloom u njemu zamjenu za mrtva sina.
Na odnos oca i sina aludira se više puta: u Odiseji su to simbolično Odisej i Telemah, u Stephenovoj teoriji o Hamletu kraljević Hamlet je upravo Shakespeareov sin, a spominje se i heretička ideja da su prve dvije božanske osobe, Otac i Sin, jedno.

### Novo gledište
Jedna od važnih poruka Uliksa je potreba da se stvari sagledaju iz više gledišta. Joyceovo korištenje brojnih stilova tako se može tumačiti kao pokušaj da se čitatelju otvore novi vidici. Također se uklapa i činjenica da kroz djelo ne progovara sam pisac već njegovi likovi te nam tako ostavlja da ih sami protumačimo. Potrebu za time iznosi i sam Leopold Bloom svojom liberalnošću, miroljubivošću i potrebom da uvaži svačije mišljenje. Simbol višestrukog gledišta time postaje i paralaksa u astronomiji koja zaokuplja Blooma u nekoliko navrata.

### "Metempsihoza"
Metempsihoza ili transmigracija duša igra važnu ulogu u Uliksu i u umu Leopolda Blooma otkad ga je supruga Molly upitala "što znači ona riječ metem psi što". Preobrazba je ključna za shvaćanje djela: Odisej se pretvorio u Blooma, vjerna Penelopa u brakolomnu Molly koja postaje simbol ženstvenosti i majke Zemlje, Telemah se pretvorio u Stephena koji svog oca alkoholičara mijenja Bloomom – naposljetku Antička Grčka je postala svijet današnjice. Motivi se također ponavljaju i postaju nešto drugo: Martha Clifford s kojom se Bloom dopisuje postaje Martha iz Flotowljeve opere, veza studenta Bannona i "neke djevojke" o kojoj govori Buck Mulligan za Blooma postaje veza njegove kćeri Milly i "nekog studenta", za tajanstvenog čovjeka u mackintosh ogrtaču s Dingamova sprovoda ispostavlja se da se stvarno zove Mackintosh itd.

## Simboli i motivi
Uliks zamršen splet motiva i pun je aluzija na znanost i kulturu kao i raznih simbola. Svako poglavlje koristi zasebnu književnu tehniku, a ima i odgovarajuću umjetnost, boju, simbol i dio tijela.

### Gilbertova shema
Najpoznatiji pregled simbola i motiva je onaj književnog teoretičara Stuarta Gilberta:
| Naslov           | Mjesto             | Vrijeme | Dio tijela             | Boja          | Simbol                     | Umjetnost       | Književna tehnika           |
| ---------------- | ------------------ | ------- | ---------------------- | ------------- | -------------------------- | --------------- | --------------------------- |
| Telemah          | Kula               | 8 sati  | -                      | Bijela/Zlatna | Naslijedstvo               | Teologija       | Pripovjedanje (mlado)       |
| Nestor           | Škola              | 10 sati | -                      | Smeđa         | Konj                       | Povijest        | Katekizam (subjektivan)     |
| Protej           | Plaža              | 11 sati | -                      | Zelena        | Plima                      | Filologija      | Monolog (muški)             |
| Kalipsa          | Kuća               | 8 sati  | Bubreg                 | Narančasta    | Nimfa                      | Ekonomija       | Pripovijedanje (odraslo)    |
| Lotofazi         | Kupelj             | 10 sati | Genitalije             | -             | Pričest                    | Botanika/Kemija | Narcisizam                  |
| Had              | Groblje            | 11 sati | Srce                   | Bijela/Crna   | Grobar                     | Vjera           | Inkubizam                   |
| Eol              | Novinska redakcija | Podne   | Pluća                  | Crvena        | Uredništvo                 | Govorništvo     | Entimemika                  |
| Lestrigonci      | Ručak              | 13 sati | Jednjak                | -             | Policija                   | Arhitektura     | Peristaltika                |
| Scila i Haribda  | Knjižnica          | 14 sati | Mozak                  | -             | Stratford-upon-Avon/London | Književnost     | Dijalektika                 |
| Lutajuće stijene | Ulica              | 15 sati | Krv                    | -             | Građani                    | Mehanika        | Labirint                    |
| Sirene           | Koncertna dvorana  | 16 sati | Uši                    | -             | Konobarice                 | Glazba          | Fuga per canonem            |
| Kiklop           | Pub                | 17 sati | Mišići                 | -             | Nacionalist                | Politika        | Gigantizam                  |
| Nausikaja        | Stijene            | 20 sati | Oči, Nos               | Siva/Plava    | Djevica                    | Slikarstvo      | Tumescencija/Detumescencija |
| Volovi sunca     | Bolnica            | 22 sati | Maternica              | Bijela        | Majka                      | Medicina        | Razvoj embrija              |
| Kirka            | Bordel             | Ponoć   | Mišićno-koštani sustav | -             | Kurva                      | Magija          | Halucinacija                |
| Eumej            | Sklonište          | 1 sat   | Živci                  | -             | Mornari                    | Navigacija      | Pripovjedanje (staro)       |
| Itaka            | Kuća               | 2 sata  | Kostur                 | -             | Komet                      | Znanost         | Katekizam (objektivan)      |
| Penelopa         | Krevet             | -       | Meso                   | -             | Zemlja                     | -               | Monolog (ženski)            |

### Linatijeva shema
Ovaj pregled sastavio je sam 1920. James Joyce za svog prijatelja Carla Linatija.
| Naslov            | Vrijeme                 | Boja            | Likovi | Znanost / Umjetnost | Značenje                  |
| ----------------- | ----------------------- | --------------- | --- | ------------------- | ------------------------- |
| Telemah           | 8 – 9 sati              | Zlatna / Bijela | - Telemah - Mentor - Antinoje - Prosci - Penelopa | Teologija           | Borba istjeranog sina     |
| Nestor            | 9 – 10 sati             | Smeđa           | - Telemah - Nestor - Pizistrat - Helena | Povijest            | Mudrost starješina        |
| Protej            | 10 – 11 sati            | Plava           | - Telemah - Protej - Menelaj - Helena - Megapent | Filologija          | Prvotna tvar              |
| Kalipsa           | 8 – 9 sati              | Narančasta      | - Kalipsa - Penelopa - Odisej - Kalidika | Mitologija          | Odlazak putnika           |
| Lotofagi          | 9 – 10 sati             | Tamno smeđa     | - Euriloh - Polit - Odisej - Nausikaja | Kemija              | Iskušenje vjere           |
| Had               | 11 sati – podne         | Crno-bijelo     | - Odisej - Elpenor - Ajant - Agamemnon - Hercules - Erifila - Sizif - Orion - Laert - Prometej - Kerber - Tiresija - Had - Perzefona - Telemah - Antinoje | -                   | Silazak u ništavilo       |
| Eol               | podne – 13 sati         | Crvena          | - Eol - Sinovi - Telemah - Mentor - Odisej | Retorika            | Poruga pobjede            |
| Lestrigonci       | 13 – 14 sati            | Krvavo crvena   | - Antifat - Kći zavodnica - Odisej | Arhitektura         | Potištenost               |
| Scila and Haribda | 14 – 15 sati            | -               | - Scila - Haribda - Telemah - Odisej - Antinoje | Književnost         | Dvosjekli mač             |
| Lutajuće stijene  | 15 – 16 sati            | Duga            | - Predmeti - Mjesta - Sile - Odisej | Mehanika            | Neprijateljska sredina    |
| Sirene            | 16 – 17 sati            | Koraljna        | - Leukoteja - Partenopa - Odisej - Orfej - Menelaj - Argonauti                                                                                            | Glazba              | Slatka prijevara          |
| Kiklop            | 17 – 18 sati            | Zelena          | - Prometej - Nitko - Galateja - Odisej | Kirurgija           | Egocidni užas             |
| Nausikaja         | 20 – 21 sat             | Siva            | - Nausikaja - Sluškinja - Alkinoj - Areta - Odisej | Slikarstvo          | Projicirana iluzija       |
| Volovi sunca      | 22 – 23 sata            | Bijela          | - Lampetija - Faetuza - Helije - Zeus - Odisej | Fizika              | Vječna stada              |
| Kirka             | 23 sata – ponoć         | Ljubičasta      | - Kirka - Svinje - Telemah - Odisej - Hermo | Ples                | Mizandrična ljudožderka   |
| Eumej             | ponoć – 1 sat           | -               | - Eumej - Odisej - Telemah - Zao pastir - Lažni glasnik                                                                                                   | -                   | Zasjeda na domaćem terenu |
| Itaka             | 1 – 2 sata              | -               | - Telemah - Euriklija - Prosci - Odisej | -                   | Oboružana nada            |
| Penelopa          | {\displaystyle \infty } | -               | - Odisej - Laert - Penelopa | -                   | Minuli snovi              |

| Naslov            | Tehnika | Dio tijela                    | Simboli |
| ----------------- | --- | ----------------------------- | --- |
| Telemah           | Dijalog trojice ili četvorice, Pripovijedanje, Monolog                                                           | -                             | Hamlet, Irska, Stephen                                                                                             |
| Nestor            | Dijalog dvojice, Pripovijedanje, Monolog                                                                         | -                             | Ulster, žena, praktičnost                                                                                          |
| Protej            | Monolog | -                             | Svijet, plima, Mjesec, evolucija, metamorfoza                                                                      |
| Kalipsa           | Dijalog dvojice, Monolog                                                                                         | Bubrezi                       | Vagina, progonstvo, nimfa, Izraelsko ropstvo                                                                       |
| Lotofagi          | Dijalog, Molitva, Monolog                                                                                        | Koža                          | Domaćin, penis in the kupeljima, pjena, cvijet, lijekovi, kastracija, zob                                          |
| Had               | Dijalog, Pripovijedanje                                                                                          | Srce                          | Groblje, presveto srce, prošlost, nepoznati čovjek, the nesvijest, srčana mana, ostaci, slomljeno srce             |
| Eol               | Simboleutika (savjetodavno govorništvo), dikanika (pravno govorništvo), epideiktika (svečano govorništvo), tropi | Pluća                         | Strojevi, vjetar, slava, papirnati zmaj, nesretne sudbine, tisak, promjenjivost                                    |
| Lestrigonci       | Peristaltička proza                                                                                              | Jednjak                       | Krvava žrtva, hrana, sram                                                                                          |
| Scila and Haribda | Vrtlozi | Mozak                         | Hamlet, Shakespeare, Krist, Sokrat, London, Stratford, skolastika, misticizam, Platon, Aristotel, mladost, zrelost |
| Lutajuće stijene  | Labirint između dvije obale                                                                                      | Krv                           | Cezar, Krist, greške, homonimi, sinkronizmi, sličnost                                                              |
| Sirene            | Fuga per canonem                                                                                                 | Uši                           | Obećanja, žena, zvuk, ukrasi                                                                                       |
| Kiklop            | Izmjenična asimetrija                                                                                            | Mišići, kosti                 | Nacija, država, vjera, dinastija, idealizam, pretjerivanje, fanatizam, zajedništvo                                 |
| Nausikaja         | Nazadujuće napredovanje                                                                                          | Oči, Nos                      | Onanizam, ženskost, licemjerje                                                                                     |
| Volovi sunca      | Proza, Embrij, Fetus, Rođenje                                                                                    | genska matrica, Maternica     | Oplodnja, prijevare, partenogeneza                                                                                 |
| Kirka             | Provala vizije                                                                                                   | Mišićnokoštani sustav, kostur | Zoologija, personifikacija, panteizam, magija, otrov, protuotrov, rola                                             |
| Eumej             | Opuštena proza                                                                                                   | Živci                         | - |
| Itaka             | Dijalog, smiren stil, fuzija                                                                                     | Sokovi                        | - |
| Penelopa          | Monolog, rezignirani stil                                                                                        | Mast                          | - |

## Jezik
Joyce je možda najpoznatiji po svojoj uporabi jezika. Njegovu prozu, a prvenstveno Uliksa karakterizira izbor riječi, širok vokabular, oslanjanje na eufoniju i zvučnost, oponašanje glazbene kompozicije, uporaba žargona, igre riječi i bezbrojni citati i aluzije. to njegova djela čini istovremeno ugodnim i teškim za čitanje i gotovo nemogućim za prevođenje.

### Igre riječi
Joyceovu sklonost igrama riječi najbolje ilustriraju ovi primjeri:
- Come forth Lasarus! And he came fifth and lost the job.

Ova "bogohulna" igra riječi dolazi u Bloomovim mislima za vrijeme njegovog razmišljanja o zagrobnom životu i Sudnjem danu na Dingamovu sprovodu u epizodi Had. U doslovnom prijevodu: Ustaj Lazare! A on dođe peti i izgubi posao. U engleskom izvorniku učinak se postiže jer se riječ "forth" (naprijed) izgovara isto kao i "fourth" (četvrti). Luko Paljetak to uspješno prevodi: Ustani Lazare iz te grobne četvrti! A on dođe peti i izgubi posao.
- What opera is like a railway line?...Rose of Castille. Rows of cast steel.

Jedna od najslavnijih igara riječi u romanu je zapravo dosjetka Matta Lenehana koju postavlja kao zagonetku u epizodi Eol. Doslovno prevedeno ovo glasi: Koja opera nalikuje na željezničku prugu?... Ruža od Kastilje. Tračnice od lijevanog čelika. Lako je vidljivo da se Rose of Castille i Rows of cast steel izgovara praktički jednako. Paljetak ovo prevodi donekle uspješno: ...Ruža od Kastilje. Kružan to kas ti je.
- A.E.I.O.U.

Ovo dolazi u Stephenovu razmišljanju o svojim dugovima za vrijeme predavanja u Scili i Haribdi. Pet samoglasnika čita se u engleskom jednako kao i fraza A. E. I owe you (A.E ja Vam dugujem). Ova rečenica je praktički neprevodiva pa ju Paljetak kao i svi ostali prevoditelji Uliksa na druge jezike ostavlja neprevedenu.

### Citati i aluzije
Joyce je u Uliksa utkao bezbroj citata i aluzija na razna djela od Biblije i Grčkih klasika do Dantea, Blakea, Swifta, Miltona i Shakespearea. Njih je vrlo teško prepoznati jer su suptilno ubačeni u tekst kao u ovim slučajevima.
- And going forth he met Butterley.

Išavši dalje sreo je Butterleya.
Ova naizgled besmislena rečenica koju Buck Mulligan upućuje Stephenu zapravo je aluzija na Bibliju, tj. Matej 26:75 gdje stoji And going forth he wept bitterley (Izišavši van, gorko zaplače) – o sv. Petru nakon što je triput zanijekao Isusa.
- Sunk though he be beneath the watry floar.

Full fathom five thy father lies.
Ova dva citata prolaze kroz Stephenovu struju svijesti dok luta Sandymountskom plažom u epizodi Protej dok razmišlja o utapanju. Prvi stih je citat mjesta u Miltonovoj pjesmi Lisidas koje Stephen čita na početku drugog poglavlja:
Weep no more, woeful Shepards, weep no more/For Lycidas, your sorrow is not dead/Sunk though he be beneath the watry floar... (Ne plačite, tužni pastiri, više/Jer Lisidas, s kog tugujete, živ je/Premda ga vali utopljena skriše... )
Drugi je citat sa slavnog mjesta u Shakespeareovoj Oluji gdje duh Ariel govori Ferdinandu da mu se otac utopio:
Full fathom five thy father lies/Of his bones are coral made/Those are pearls that were his eyes/Nothing of him that doth fade/But doth suffer a sea change/into something rich and strange. (Tvoj otac na pet hvati sniva/Od kostiju mu koralj biva/Biserjem postale mu oči/Ništa se na njem ne rastoči/Već podnese morske mjene/U stvari čudne, dragocjene.; prijevod Mate Marasa)
Oba stiha Paljetak prevodi doslovno, shvativši ih kao prolaznu asocijaciju.

## Objavljivanje

### Put do objavljivanja i optužbe zbog opscenosti
Joyce je Uliksa pisao od 1914. do 1921. za vrijeme svog boravka u Trstu, Zürichu i Parizu. Američki književni časopis The Little Journal ga je objavljivao u dijelovima od 1918. do 1920, a engleski The Egoist 1919. Međutim, oba časopisa izvedeni su pred sud zbog objavljivanja "pornografskog" materijala te je objavljivanje prestalo. Naročito sporna bila je trinaesta epizoda, Nausikaja, koja prikazuje čin masturbacije te posljednja, Penelopa, koja iznosi razmišljanja Molly Bloom s grubim detaljima spolnog odnosa. Od 1921.Uliks je bio zabranjen u Engleskoj i Americi, a primjerci su bili zapljenjivani i uništavani.
U obliku knjige objavljen je tek 1922. u Parizu. Objavila ga je Joyceova dugogodišnja suradnica i prijateljica Sylvia Beach.
Jedanaest godina kasnije Uliks je ponovno izveden pred sud i oslobođen optužaba. Za to je posebice zaslužan okružni sudac John M. Woolsey koji kaže "U Uliksu, usprkos neuobičajenoj iskrenosti, ne vidim nimalo senzualizma. Ne smatram ga stoga pornografskim..." "U mnogim slučajevima Uliks nedvojbeno djeluje na čitatelja kao neka vrst emetika, ali nigdje kao afrodizijak..."  Njegov govor u obranu romana postao je slavan i još uvijek se objavljuje s američkim izdanjima knjige.
Tri godine kasnije, 1935., knjiga je puštena u prodaju i u Velikoj Britaniji. U Irskoj se nije mogla nabaviti iako nikad nije bila službeno zabranjena.

### Reakcija kritike
Mnogobrojni rani kritičari nisu bili skloni Joyceovom romanu koji su pretežito smatrali bezobličnim i kaotičnim. Književnici D. H. Lawrence i George Moore otvoreno su priznali da im se roman ne sviđa. Katolička Crkva ga je osuđivala, a u časopisu The Dublin Review ga je nazvala grijehom protiv Duha svetoga. Neki kritičari su ga nazivali boljševističkim i marksističkim dok ga je marksistička kritika u isto vrijeme napadala jer se suprotstavljao tadašnjem socijalističkom realizmu. Jedan od socijalističkih književnih kritičara, Karl Radek, rekao je za njega da je "...gomila smeća po kojoj gmižu crvi, snimljena kroz mikroskop."
S druge strane roman je našao i brojne pristalice koji su hvalili Joyceov inovativni rad kao i sam roman u cjelini. Slavni pjesnik Ezra Pound koji je poticao Joycea u radu smatrao je da je Uliks remek-djelo i da bi to ljudi trebali shvatiti. Drugi slavni pjesnik, T. S. Elliot, poznat po pjesmi Pusta zemlja koja je imala golem utjecaj na modernizam, u svojoj knjizi Uliks: red i mit obrazlaže strukturu djela i među prvima primjećuje da ono nije kaotično, već je primjer savršenog sklada. Podržavali su ga književnici Ford Madox Ford i Joyceov sunarodnjak William Butler Yeats te američki pisci Ernest Hemingway i F. Scott Fitzgerald, čija je jednostavnost u književnom stvaranju sušta suprotnost Uliksu. Od književnih kritičara sklon mu je bio Stuart Gilbert koji je najpoznatiji po svojoj shemi motiva u romanu koju je objavio 1930., a u Americi se za njega zalagao Edmund Wilson govoreći u svojoj knjizi  Axel's Castle: "Kad čitamo Uliksa, možemo početi iz bilo koje točke, uvijek nam se čini kao da je pred nama nešto čvrsto poput grada koji zbilja postoji u prostoru i kojem možemo pristupiti s bilo koje strane..."

## Utjecaj
Iako slavljen, neki su autori i kritizirali roman. Roddy Doyle je bio posebno kritičan te izjavio da je Uliks "precijenjen, predugačak i neuzbudljiv". Na jednoj konferenciji u New Yorku izjavio je: "Uliksu bi dobro došao dobar urednik...Znam da se ta knjiga često nalazi na listama 10 najboljih romana svih vremena, ali sumnjam da je ta priča dirnula većinu tih ljudi koji ga hvale." Prema Doyleu, Joyce nije niti najbolji irski pisac – nego slabo poznata Jennifer Johnston – te da je famu stvorila "Joyceova industrija" koja samo želi zaraditi od turizma.
Paulo Coelho također nije bio naklonjen romanu te ga nazvao "pogubnim za književnost". Pokušao je svoju kritiku objasniti komparatističkim kolegijom "oblik i smisao", tvrdeći da pisci čine krivo kada se usredotoče na formu a ne na sadržaj: "Uliks Jamesa Joycea je čisti, sam stil. Kada se razgoliti, ta knjiga je smijurija".

## Vanjske poveznice
|  | Zajednički poslužitelj ima još gradiva o temi Ulysses (James Joyce) |

- Povijest objavljivanja Uliksa  Arhivirana inačica izvorne stranice od 29. kolovoza 2012. (Wayback Machine)
- Online izdanje knjige